# Anežka Drahotová
Anežka Drahotová (ur. 22 lipca 1995 w Rumburku) – czeska lekkoatletka specjalizująca się w chodzie sportowym i biegach długodystansowych.
W 2011 zajęła 6. miejsce na mistrzostwach świata juniorów młodszych oraz uplasowała się na 13. pozycji podczas juniorskich mistrzostw Europy w Tallinnie. Szósta zawodniczka mistrzostw świata juniorów w chodzie na 10 000 metrów (2012). Rok później sięgnęła po złoty medal juniorskiego czempionatu Europy oraz zajęła 7. miejsce w chodzie na 20 kilometrów podczas mistrzostw świata w Moskwie. W 2014, bijąc rekord świata juniorów w chodzie na 10 000 metrów, zdobyła złoty medal światowego czempionatu do lat 20. Brązowa medalistka mistrzostw Europy w Zurychu (2014). W 2015 zdobyła srebro młodzieżowego czempionatu Starego Kontynentu. Reprezentantka kraju w pucharze Europy w chodzie sportowym.
Jej siostrą bliźniaczką jest Eliška Drahotová.

## Osiągnięcia
| Rok  | Impreza                                | Miejsce              | Konkurencja                   | Lokata      | Wynik    |
| ---- | -------------------------------------- | -------------------- | ----------------------------- | ----------- | -------- |
| 2011 | Puchar Europy w chodzie sportowym      | Olhão da Restauração | chód na 10 km juniorek        | 7. miejsce  | 49:36    |
| 2011 | Mistrzostwa świata juniorów młodszych  | Lille Metropole      | chód na 5000 m                | 6. miejsce  | 22:32,87 |
| 2011 | Mistrzostwa Europy juniorów            | Tallinn              | chód na 10 000 m              | 13. miejsce | 51:56,84 |
| 2012 | Mistrzostwa świata juniorów            | Barcelona            | bieg na 1500 m                | eliminacje  | 4:26,77  |
| 2012 | Mistrzostwa świata juniorów            | Barcelona            | chód na 10 000 m              | 6. miejsce  | 46:29,95 |
| 2013 | Puchar Europy w chodzie sportowym      | Dudince              | chód na 10 km juniorek        | 2. miejsce  | 46:29    |
| 2013 | Mistrzostwa Europy juniorów            | Rieti                | bieg na 3000 m z przeszkodami | 9. miejsce  | 10:31,92 |
| 2013 | Mistrzostwa Europy juniorów            | Rieti                | chód na 10 000 m              | 1. miejsce  | 44:15,87 |
| 2013 | Mistrzostwa świata                     | Moskwa               | chód na 20 km                 | 7. miejsce  | 1:29:05  |
| 2014 | Puchar świata w chodzie                | Taicang              | chód na 10 m juniorek         | 3. miejsce  | 43:40    |
| 2014 | Mistrzostwa świata juniorów            | Eugene               | chód na 10 000 m              | 1. miejsce  | 42:47,25 |
| 2014 | Mistrzostwa Europy                     | Zurych               | chód na 20 km                 | 3. miejsce  | 1:28:08  |
| 2015 | Puchar Europy w chodzie sportowym      | Murcja               | chód na 20 km                 | 4. miejsce  | 1:26:53  |
| 2015 | Młodzieżowe mistrzostwa Europy         | Tallinn              | chód na 20 km                 | 2. miejsce  | 1:27:25  |
| 2015 | Mistrzostwa świata                     | Pekin                | chód na 20 km                 | 8. miejsce  | 1:30:32  |
| 2016 | Drużynowe mistrzostwa świata w chodzie | Rzym                 | chód na 20 km                 | 20. miejsce | 1:31:15  |
| 2016 | Igrzyska olimpijskie                   | Rio de Janeiro       | chód na 20 km                 | 10. miejsce | 1:30:43  |
| 2017 | Młodzieżowe mistrzostwa Europy         | Bydgoszcz            | chód na 20 km                 | 7. miejsce  | 1:34:51  |
| 2017 | Mistrzostwa świata                     | Londyn               | chód na 20 km                 | –           | DNF      |
| 2018 | Drużynowe mistrzostwa świata w chodzie | Taicang              | chód na 20 km                 | 6. miejsce  | 1:28:40  |
| 2018 | Mistrzostwa Europy                     | Berlin               | chód na 20 km                 | 2. miejsce  | 1:27:03  |
| 2019 | Uniwersjada                            | Neapol               | chód na 20 km                 | 3. miejsce  | 1:35:44  |
| 2019 | Mistrzostwa świata                     | Doha                 | chód na 20 km                 | 19. miejsce | 1:38:29  |

## Rekordy życiowe
- Bieg na 3000 metrów z przeszkodami – 10:10,45 (2013)
- Chód na 10 000 metrów – 42:47,25 (2014) rekord Czech, rekord świata juniorów
- Chód na 10 kilometrów – 43:40 (2014) rekord Czech
- Chód na 20 kilometrów – 1:26:53 (2015) rekord Czech